# Freycenet-la-Tour
Freycenet-la-Tour est une commune française située dans le département de la Haute-Loire en région Auvergne-Rhône-Alpes.

## Géographie

### Localisation
La commune de Freycenet-la-Tour se trouve dans le département de la Haute-Loire, en région Auvergne-Rhône-Alpes.
Elle se situe à 23 km par la route du Puy-en-Velay, préfecture du département, et à 32 km du Chambon-sur-Lignon, bureau centralisateur du canton du Mézenc dont dépend la commune depuis 2015 pour les élections départementales.
Les communes les plus proches sont : 
Laussonne (3,5 km), Moudeyres (3,6 km), Présailles (4,8 km), Le Monastier-sur-Gazeille (5,1 km), Freycenet-la-Cuche (5,4 km), Saint-Front (7,8 km), Alleyrac (7,9 km), Lantriac (8,2 km).
| Le Monastier-sur-Gazeille | Laussonne          | Moudeyres    |
| Présailles                | Freycenet-la-Tour  | Les Estables |
|                           | Freycenet-la-Cuche |              |

### Climat
Pour des articles plus généraux, voir Climat d'Auvergne-Rhône-Alpes et Climat de la Haute-Loire.
En 2010, le climat de la commune est de type climat de montagne, selon une étude du Centre national de la recherche scientifique s'appuyant sur une série de données couvrant la période 1971-2000. En 2020, Météo-France publie une typologie des climats de la France métropolitaine dans laquelle la commune est exposée à un climat de montagne ou de marges de montagne et est dans la région climatique Sud-est du Massif Central, caractérisée par une pluviométrie annuelle de 1 000 à 1 500 mm, minimale en été, maximale en automne.
Pour la période 1971-2000, la température annuelle moyenne est de 7,1 °C, avec une amplitude thermique annuelle de 15,8 °C. Le cumul annuel moyen de précipitations est de 993 mm, avec 10,3 jours de précipitations en janvier et 6,8 jours en juillet. Pour la période 1991-2020, la température moyenne annuelle observée sur la station météorologique de Météo-France la plus proche, « Les Estables_sapc », sur la commune des Estables à 8 km à vol d'oiseau, est de 6,9 °C et le cumul annuel moyen de précipitations est de 1 226,7 mm,. Pour l'avenir, les paramètres climatiques de la commune estimés pour 2050 selon différents scénarios d'émission de gaz à effet de serre sont consultables sur un site dédié publié par Météo-France en novembre 2022.

## Urbanisme

### Typologie
Au 1er janvier 2024, Freycenet-la-Tour est catégorisée commune rurale à habitat dispersé, selon la nouvelle grille communale de densité à sept niveaux définie par l'Insee en 2022.
Elle est située hors unité urbaine. Par ailleurs la commune fait partie de l'aire d'attraction du Puy-en-Velay, dont elle est une commune de la couronne,. Cette aire, qui regroupe 59 communes, est catégorisée dans les aires de 50 000 à moins de 200 000 habitants,.

### Occupation des sols
L'occupation des sols de la commune, telle qu'elle ressort de la base de données européenne d’occupation biophysique des sols Corine Land Cover (CLC), est marquée par l'importance des territoires agricoles (76 % en 2018), une proportion identique à celle de 1990 (76 %). La répartition détaillée en 2018 est la suivante : 
prairies (67,4 %), forêts (23,5 %), zones agricoles hétérogènes (8,6 %), milieux à végétation arbustive et/ou herbacée (0,5 %). L'évolution de l’occupation des sols de la commune et de ses infrastructures peut être observée sur les différentes représentations cartographiques du territoire : la carte de Cassini (XVIIIe siècle), la carte d'état-major (1820-1866) et les cartes ou photos aériennes de l'IGN pour la période actuelle (1950 à aujourd'hui).

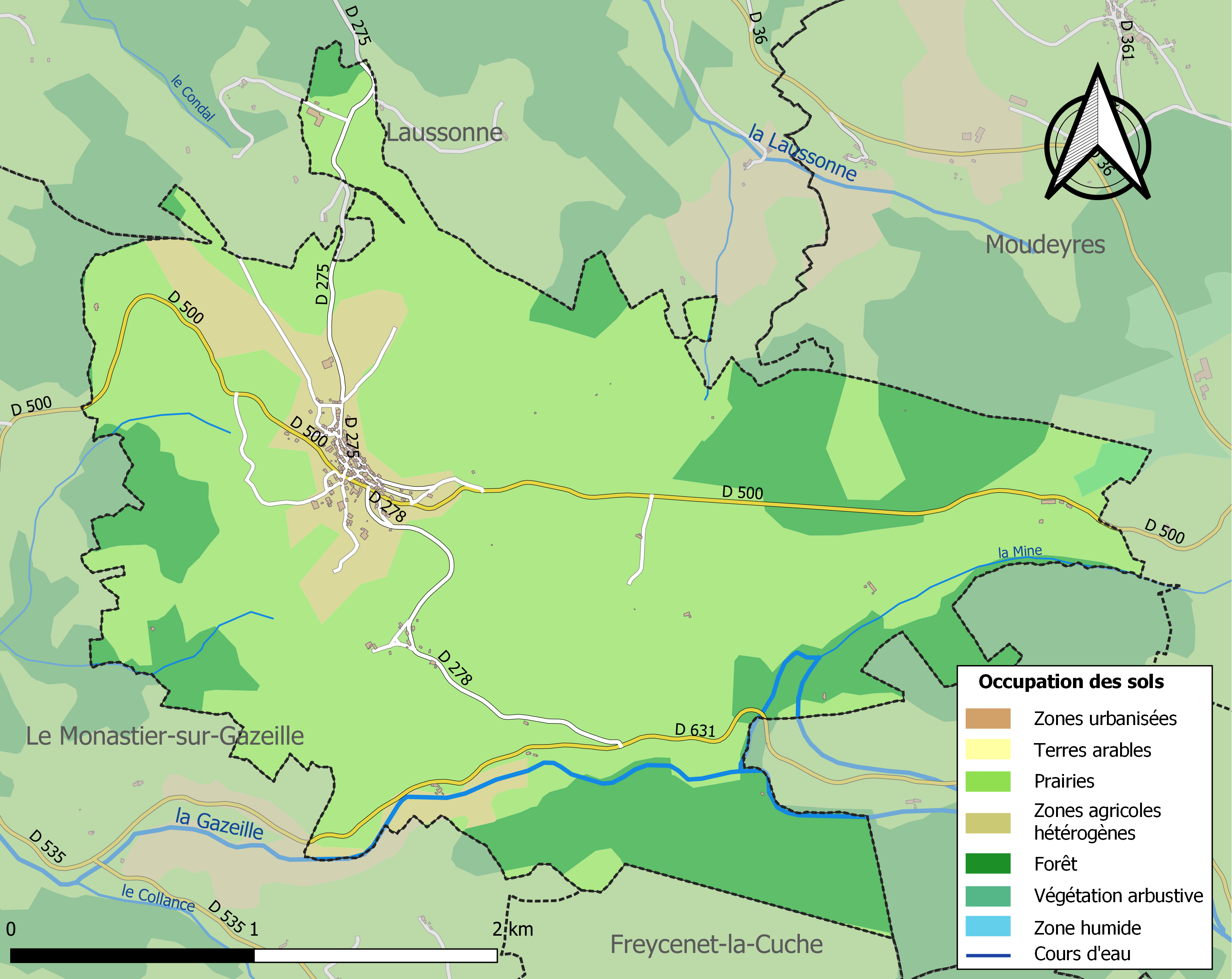
Carte des infrastructures et de l'occupation des sols de la commune en 2018 (CLC).

### Habitat et logement
En 2018, le nombre total de logements dans la commune était de 150, alors qu'il était de 142 en 2013 et de 132 en 2008.
Parmi ces logements, 40,7 % étaient des résidences principales, 41,3 % des résidences secondaires et 18 % des logements vacants. Ces logements étaient pour 94,7 % d'entre eux des maisons individuelles et pour 5,3 % des appartements.
Le tableau ci-dessous présente la typologie des logements à Freycenet-la-Tour en 2018 en comparaison avec celle de la Haute-Loire et de la France entière. Une caractéristique marquante du parc de logements est ainsi une proportion de résidences secondaires et logements occasionnels (41,3 %) supérieure à celle du département (16,1 %) et à celle de la France entière (9,7 %). Concernant le statut d'occupation de ces logements, 62,3 % des habitants de la commune sont propriétaires de leur logement (75,9 % en 2013), contre 70 % pour la Haute-Loire et 57,5 pour la France entière.
| Typologie                                               | Freycenet-la-Tour | Haute-Loire | France entière |
| ------------------------------------------------------- | ----------------- | ----------- | -------------- |
| Résidences principales (en %)                           | 40,7              | 71,5        | 82,1           |
| Résidences secondaires et logements occasionnels (en %) | 41,3              | 16,1        | 9,7            |
| Logements vacants (en %)                                | 18                | 12,4        | 8,2            |

## Toponymie
in villa Fraxineti (vers 880). Ce toponyme vient du latin fraxinetum qui signifie « bois de frênes ».

## Politique et administration

### Découpage territorial
La commune de Freycenet-la-Tour est membre de la communauté de communes Mézenc-Loire-Meygal, un établissement public de coopération intercommunale (EPCI) à fiscalité propre créé le 27 décembre 2016 dont le siège est à Saint-Julien-Chapteuil. Ce dernier est par ailleurs membre d'autres groupements intercommunaux.
Sur le plan administratif, elle est rattachée à l'arrondissement du Puy-en-Velay, au département de la Haute-Loire, en tant que circonscription administrative de l'État, et à la région Auvergne-Rhône-Alpes.
Sur le plan électoral, elle dépend du canton du Mézenc pour l'élection des conseillers départementaux, depuis le redécoupage cantonal de 2014 entré en vigueur en 2015, et de la première circonscription de la Haute-Loire   pour les élections législatives, depuis le redécoupage électoral de 1986.

### Liste des maires
| Période                                  | Période                         | Identité          | Étiquette | Qualité                                          |
| ---------------------------------------- | ------------------------------- | ----------------- | --------- | ------------------------------------------------ |
| Les données manquantes sont à compléter. |                                 |                   |           |                                                  |
| mars 2001                                | mars 2014                       | Pierre Gire       | DVD       |                                                  |
| mars 2014                                | En cours (au 25 septembre 2020) | Jean-Marc Fargier |           | Président de la CC Mézenc-Loire-Meygal (2020 → ) |

## Population et société

### Démographie

#### Évolution démographique
L'évolution du nombre d'habitants est connue à travers les recensements de la population effectués dans la commune depuis 1793. Pour les communes de moins de 10 000 habitants, une enquête de recensement portant sur toute la population est réalisée tous les cinq ans, les populations de référence des années intermédiaires étant quant à elles estimées par interpolation ou extrapolation. Pour la commune, le premier recensement exhaustif entrant dans le cadre du nouveau dispositif a été réalisé en 2008.

En 2022, la commune comptait 114 habitants, en évolution de +15,15 % par rapport à 2016 (Haute-Loire : +0,36 %, France hors Mayotte : +2,11 %).
| 1793 | 1800 | 1806 | 1821 | 1831 | 1836 | 1841 | 1846 | 1851 |
| ---- | ---- | ---- | ---- | ---- | ---- | ---- | ---- | ---- |
| 420  | 463  | 584  | 548  | 595  | 589  | 605  | 604  | 555  |

| 1856 | 1861 | 1866 | 1872 | 1876 | 1881 | 1886 | 1891 | 1896 |
| ---- | ---- | ---- | ---- | ---- | ---- | ---- | ---- | ---- |
| 489  | 576  | 600  | 616  | 616  | 630  | 669  | 659  | 646  |

| 1901 | 1906 | 1911 | 1921 | 1926 | 1931 | 1936 | 1946 | 1954 |
| ---- | ---- | ---- | ---- | ---- | ---- | ---- | ---- | ---- |
| 635  | 656  | 645  | 512  | 505  | 481  | 435  | 388  | 324  |

| 1962 | 1968 | 1975 | 1982 | 1990 | 1999 | 2006 | 2008 | 2013 |
| ---- | ---- | ---- | ---- | ---- | ---- | ---- | ---- | ---- |
| 303  | 270  | 224  | 184  | 152  | 146  | 131  | 127  | 100  |

| 2018 | 2022 | - | - | - | - | - | - | - |
| ---- | ---- | - | - | - | - | - | - | - |
| 108  | 114  | - | - | - | - | - | - | - |

#### Pyramide des âges
La population de la commune est relativement âgée.
En 2018, le taux de personnes d'un âge inférieur à 30 ans s'élève à 19,5 %, soit en dessous de la moyenne départementale (31 %). À l'inverse, le taux de personnes d'âge supérieur à 60 ans est de 54,6 % la même année, alors qu'il est de 31,1 % au niveau départemental.
En 2018, la commune comptait 56 hommes pour 52 femmes, soit un taux de 51,85 % d'hommes, largement supérieur au taux départemental (49,13 %).
Les pyramides des âges de la commune et du département s'établissent comme suit.
| Hommes | Classe d’âge | Femmes |
| ------ | ------------ | ------ |
| 3,6    | 90 ou +      | 7,7    |
| 10,7   | 75-89 ans    | 21,2   |
| 37,5   | 60-74 ans    | 28,8   |
| 21,4   | 45-59 ans    | 19,2   |
| 5,4    | 30-44 ans    | 5,8    |
| 12,5   | 15-29 ans    | 7,7    |
| 8,9    | 0-14 ans     | 9,6    |

| Hommes | Classe d’âge | Femmes |
| ------ | ------------ | ------ |
| 0,9    | 90 ou +      | 2,5    |
| 8,4    | 75-89 ans    | 11,7   |
| 20,4   | 60-74 ans    | 20,5   |
| 21,3   | 45-59 ans    | 20,3   |
| 16,8   | 30-44 ans    | 16,3   |
| 15,2   | 15-29 ans    | 13,2   |
| 17     | 0-14 ans     | 15,6   |

## Économie

### Emploi
| Division       | 2008  | 2013  | 2018  |
| -------------- | ----- | ----- | ----- |
| Commune        | 6 %   | 0 %   | 9,4 % |
| Département    | 6,3 % | 7,7 % | 7,7 % |
| France entière | 8,3 % | 10 %  | 10 %  |

En 2018, la population âgée de 15 à 64 ans s'élève à 53 personnes, parmi lesquelles on compte 69,8 % d'actifs (60,4 % ayant un emploi et 9,4 % de chômeurs) et 30,2 % d'inactifs,. En  2018, le taux de chômage communal (au sens du recensement) des 15-64 ans est supérieur à celui du département, mais inférieur à celui de la France, alors qu'il était inférieur à celui du département et de la France en 2008.
La commune fait partie de la couronne de l'aire d'attraction du Puy-en-Velay, du fait qu'au moins 15 % des actifs travaillent dans le pôle,. Elle compte 22 emplois en 2018, contre 21 en 2013 et 18 en 2008. Le nombre d'actifs ayant un emploi résidant dans la commune est de 32, soit un indicateur de concentration d'emploi de 68,4 % et un taux d'activité parmi les 15 ans ou plus de 37,8 %.
Sur ces 32 actifs de 15 ans ou plus ayant un emploi, 16 travaillent dans la commune, soit 50 % des habitants. Pour se rendre au travail, 65,6 % des habitants utilisent un véhicule personnel ou de fonction à quatre roues, 34,4 % s'y rendent en deux-roues, à vélo ou à pied et.

## Culture locale et patrimoine

### Lieux et monuments

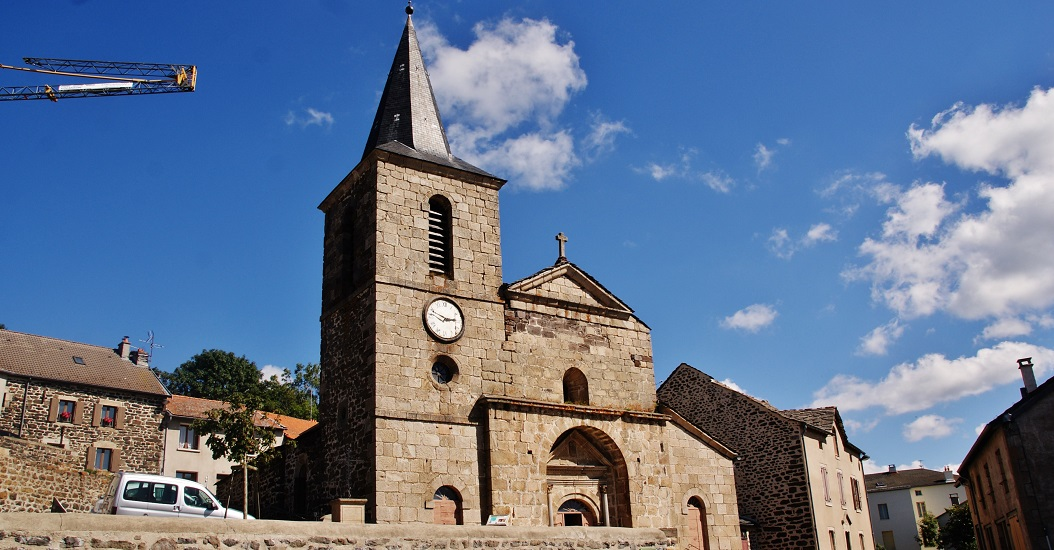
L'église paroissiale Saint-Nicolas.

- L'église paroissiale Saint-Nicolas, inscrite au titre des monuments historiques par arrêté du 4 novembre 1969[21].
- L'Espace Numérique et d'Accueil, espace consacré au patrimoine immatériel du village et à ses associations, ouvert en septembre 2017[22].

### Personnalités liées à la commune
Les André de l'Arc sont les seigneurs ancestraux de cette terre. Il existe un ciboire ayant appartenu à Antoine André de l'Arc, chanoine à Freycenet. Le lit en bois où avait dormi saint Jean-François Regis (1597-1640) a été le seul meuble rescapé d'un incendie au château de cette famille. Ce fut l'une des preuves apportée à son procès en canonisation. Il existe dans la chapelle la tombe de Charles André de l'Arc et de son épouse, Isabeau. Elle est remarquable de par sa taille car cet homme était un géant pour l'époque de deux mètres. Le village est partiellement construit avec les pierres du château détruit. Le titre nobiliaire des André de l'Arc est comtal. Leur blason s'énonce "Azur à la croix de Saint André bardé à dextre et à senestre d'une étoile et en tête d'un Arc à la flèche encochée soutenu d'un croissant, le tout de même". Cette famille a des descendants en vie.